# Fud Candrix
 (octobre 2024).
Si vous disposez d'ouvrages ou d'articles de référence ou si vous connaissez des sites web de qualité traitant du thème abordé ici, merci de compléter l'article en donnant les références utiles à sa vérifiabilité et en les liant à la section « Notes et références ».
Fud Candrix (né le 17 juillet 1908 à Tongres, mort le 12 avril 1974 à Bruxelles) est un musicien et chef d'orchestre de jazz belge.

## Biographie
Fud Candrix s'initie au violon en 1917-1918 puis fait des études musicales au conservatoire royal de Liège. Après avoir formé un trio puis un quatuor classique il apprend le saxophone et la clarinette en autodidacte. 
Il adopte le jazz en 1925 et devient musicien professionnel. Il se produit en Belgique, en Allemagne, en France, à Monte-Carlo et en Afrique du nord. Il joue avec son frère Jeff dans une petite formation les Candrix Brothers puis monte un orchestre en 1931 les Carolina stomp chasers. Après des prestations avec des musiciens de l'orchestre de Willie Lewis, il forme en 1935 un big band qui alterne jazz et musique de variété.
En 1939, Fud Candrix est nommé chef d'orchestre pour l'Œuvre Reine Elisabeth. Pendant l'occupation, son orchestre est réquisitionné et se produit d'avril à août 1942 au Delphi Filmpalast à Berlin pour les soldats de la Wehrmacht. Il enregistre à Bruxelles en ce même mois d'avril quelques titres avec Django Reinhardt, puis, de nouveau, avec Django en mars 1943 à Paris.
À la libération en 1945, son grand orchestre est réduit à une formation de dix musiciens avec laquelle il fait des tournées en Suisse (1947), en Hollande (1949) et au Congo belge (1953-1954). Avec le temps, il prend ses distances avec le jazz et s'oriente vers la musique de variété. À la fin des années 1960, il renoue avec le violon et enregistre de la musique d'ambiance avec les formations de Willy Albimoor et de Nico Gomez.

## Source
- Emile Henceval, Dictionnaire du jazz à Bruxelles et en Wallonie, 1991, éd. Pierre Mardaga, p. 93  (ISBN 978-2870094686)